# Bruno Bilde
Pour les articles homonymes, voir Bilde.
Bruno Bilde, né le 22 septembre 1976 à Laxou (Meurthe-et-Moselle), est un homme politique français.
Membre du Front national (FN) à partir de 1991, il rejoint brièvement le Mouvement national républicain (MNR) lors de la scission du parti en 1998. Il est adjoint au maire d'Hénin-Beaumont de 2014 à 2017, conseiller régional des Hauts-de-France de 2016 à 2017 et député depuis 2017, élu dans la douzième circonscription du Pas-de-Calais.

## Biographie

### Famille et études
Bruno Bilde naît le 22 septembre 1976 à Laxou. Il est le fils de Dominique Bilde, également élue FN,. Il indique avoir été « au FN bien avant elle ».
En 2001, il obtient une maîtrise en droit à l'université d'Artois[réf. souhaitée].

### Vie privée
En 2012, il porte plainte, avec Steeve Briois, contre l'auteur du livre Le Front national des villes et le Front national des champs, Octave Nitkowski, blogueur héninois de 17 ans, pour atteinte à la vie privée en raison de quatre passages de l'ouvrage mentionnant qu'il sont tous les deux en couple. Le tribunal de grande instance de Paris leur donne raison en interdisant la parution du livre en l'état ; le jugement est cassé par la cour d'appel de Paris en 2013.
Son homosexualité est depuis mentionnée par les médias.

### Parcours politique

#### Débuts
Il adhère au Front national à l'âge de 15 ans, en 1991. Il suit Bruno Mégret lors de la scission du parti en 1998, puis revient au FN en 2001. Il est présenté comme « l’un des artisans » de la stratégie de dédiabolisation du Front national.
Il est élu conseiller régional de Lorraine en 2004, puis conseiller régional du Nord-Pas-de-Calais en 2010.
En 2007, alors qu'il s’installe dans le Pas-de-Calais, il convainc Marine Le Pen, avec Steeve Briois, de s’implanter à Hénin-Beaumont.

#### Entrée dans l'entourage de Marine Le Pen
Devenu un proche, puis le compagnon de Steeve Briois, il est nommé chef de cabinet de Marine Le Pen en 2011, puis directeur de la communication dans l'équipe de campagne lors des élections de 2012. Il se montre « omniprésent lors de la campagne présidentielle aux côtés de Marine Le Pen ». Il indique alors qu'il « ne [sera] probablement jamais candidat à une élection comme les législatives » car il est bègue.
Il est aujourd'hui le « conseiller spécial » de cette dernière, et membre du bureau politique, de la commission d’investiture et du comité central du FN,. Lors du congrès du FN de novembre 2014, il arrive à la 11e place pour l'élection du comité central, ce qu'Abel Mestre présente comme « un très bon résultat pour cet inconnu du grand public, mis sur la touche juste après les scrutins de 2012 » ; lui-même se dit « très étonné de ce résultat ».

#### Conquête d'Hénin-Beaumont et assistant parlementaire
En 2014, il contribue à la victoire du parti à Hénin-Beaumont. Il est adjoint au maire chargé des affaires générales et juridiques, de la communication et des relations publiques. D'après Le Monde, il occupe le rôle de « maire FN bis ».
Il est un temps[Quand ?] assistant parlementaire de Sophie Montel au Parlement européen.

#### Député du Pas-de-Calais
Lors des élections législatives de 2017, il est élu député dans la douzième circonscription du Pas-de-Calais, avec 55,1 % au second tour. Il démissionne alors de ses mandats d'adjoint au maire et de conseiller régional, Marie-Chantal Blain lui succédant.
Au sein du FN, Le Figaro le situe en 2017 parmi « les non alignés, de par leur engagement ancien au Front, leur proximité personnelle avec la présidente du FN, soit par la neutralité prudente qu'ils ont observée dans les récents conflits ». Toutefois, selon L'Express, il a « beaucoup pesé, en interne, pour la perte d'influence des cadres revendiquant une identité catholique ». Après les élections nationales de la même année, Sophie Montel, une fois démise par le FN au sein du conseil régional de Bourgogne-Franche-Comté, met en cause un « clan » auquel il appartiendrait, avec Louis Aliot et Nicolas Bay, et qui militerait en faveur d'une « union des droites » à laquelle elle s'oppose. Considéré comme un fidèle de Marine Le Pen, il est accusé par les proches de Marion Maréchal de vouloir purger le parti. En 2021, Médiacités indique que Bruno Bilde et Steeve Briois « sont les seuls à faire partie de l’intimité » de Marine Le Pen au sein du RN, avec Philippe Olivier et Marie-Caroline Le Pen.
En vue des élections européennes de 2019, il soutient Jordan Bardella pour la conduite de la liste du RN, alors qu'elle est convoitée par Louis Aliot. La situation se reproduit en 2021 pour la présidence par intérim du parti, à l'aune de la campagne présidentielle. La relation entre Bruno Bilde et Jordan Bardella se détériore à l'automne 2021, quand le second refuse d'exclure quatre conseillers régionaux RN d'Auvergne-Rhône-Alpes pour leur proximité avec Marion Maréchal et Éric Zemmour.
Lors des élections législatives de 2022, il se porte candidat à sa succession, et est réélu avec plus de 56 % des voix. Il est nommé par la suite vice-président du groupe Rassemblement national. Sa suppléante est dorénavant Caroline Meloni, conseillère municipale de Bully-les-Mines et ancienne syndicaliste exclue de la CGT lors de son ralliement au RN en 2018.
Lors de la séance du 26 juillet 2022 à l'Assemblée nationale, il est élu juge titulaire à la Cour de justice de la République. Il prête serment le lendemain.
Au congrès de novembre 2022, il soutient la candidature de Louis Aliot à la présidence du RN. Le président élu, Jordan Bardella, ne le réintègre pas au sein du bureau exécutif du parti, tout comme Steeve Briois, réduisant ainsi l’influence du « clan d’Hénin-Beaumont ». Bruno Bilde se voit cependant proposer de siéger au bureau national du RN, mais refuse, déclarant avoir « passé l’âge d’avoir un hochet »,.
Après la dissolution de l'Assemblée nationale décidée le 9 juin 2024 par Emmanuel Macron, il se porte candidat aux élections législatives anticipées qui suivent, dans la douzième circonscription du Pas-de-Calais. Il part en position de favori, compte tenu du score de 55 % de Jordan Bardella aux élections européennes.
Il est nommé au conseil supérieur de l’Agence France-Presse en octobre 2024 pour y représenter l'Assemblée nationale,.

## Controverses

### Proximité avec le gouvernement russe
En mars 2018, il se rend en Russie pour y jouer le rôle controversé d'observateur lors des élections présidentielles, sur l'invitation des autorités russes et afin de légitimer le scrutin de réélection de Vladimir Poutine,, « théâtre de fraudes électorales massives » selon Libération.

## Affaires judiciaires

### Accusations de harcèlement sexuel
Le 14 janvier 2018, la presse révèle que Bruno Bilde est accusé de harcèlement sexuel envers d’anciens assistants parlementaires,, à savoir Alexandre Benoit, Mickaël Ehrminger et Aloïs Navarro. Plusieurs témoignages rapportent alors des propos graveleux répétés et des gestes déplacés. Les victimes présumées, qui rapportent pour certaines des tentatives d'intimidation ne portent pas plainte. Bruno Bilde attaque le journal Libération (qui a publié une enquête sur le sujet) pour diffamation, mais la Cour d'appel de Paris relaxe le journal en mars 2023.

### Soupçons de fraude et de favoritisme au Parlement européen
En 2015, il fait l'objet d'une enquête de l'Office européen antifraude puisqu'il fait partie des 29 assistants suspectés de bénéficier indument de rémunérations versées par le Parlement européen, alors même qu'ils travaillent exclusivement pour le FN sur le territoire français. Dans ce contexte de l'affaire des assistants parlementaires du FN, il certifie assurer sa mission et juge l'enquête « complètement aberrante ». En mars 2015, le conseiller municipal communiste David Noël demande la démission de Steeve Briois et Bruno Bilde car « ils sont tous deux au cœur d'enquêtes judiciaires sur de graves soupçons de fraude ». Steeve Briois et Bruno Bilde perdent ensuite le procès en diffamation qu’ils avaient engagé contre David Noël et le journal L'Humanité, qui avait relayé la demande de l'élu communiste.
Par ailleurs, alors que le Parlement européen interdit aux élus d'embaucher leurs proches, des élus FN sont soupçonnés de détourner le règlement, en faisant employer leurs proches par d'autres élus. En 2017, Bruno Bilde est ainsi mis en cause pour avoir été embauché en tant qu'assistant de Sophie Montel, alors même que sa propre mère siégeait au Parlement européen.

### Condamnation pour diffamation
En 2018, Bruno Bilde est condamné pour avoir diffamé la fille de l'ancien maire d'Hénin-Beaumont, qu'il avait accusée à tort d'avoir été embauchée par la mairie de Montigny.